# WOH G64
WOH G64 – czerwony hiperolbrzym znajdujący się w Wielkim Obłoku Magellana w odległości około 168 000 lat świetlnych od Układu Słonecznego. Jest to jedna z największych znanych gwiazd, o promieniu około 1540 razy większym niż promień Słońca, czyli około 1,07 miliarda kilometrów (7,14 AU), a jej objętość jest 3,65 miliarda razy większa niż objętość Słońca. Gdyby umieścić ją w centrum Układu Słonecznego, gwiazda wchłonęłaby orbitę Jowisza.
Ze względu na swoją temperaturę oraz jasność gwiazda plasuje się w prawym górnym rogu diagramu Hertzsprunga–Russella. Oznacza to, że gwiazda nie jest w stanie utrzymać swoich zewnętrznych warstw z powodu niskiej gęstości oraz wysokiego ciśnienia wewnątrz. WOH G64 otoczona jest przez olbrzymi, gruby torus pyłu i gazu rozciągający się w odległości od 120 do 30 000 j.a. od gwiazdy. Jego masę szacuje się na od 3 do 9 M☉, czyli gwiazda straciła już od jednej dziesiątej do jednej trzeciej swojej pierwotnej masy. WOH G64 kończy swoje istnienie i zostanie supernową w ciągu kilku tysięcy lat.

## Wielkość
Obecnie dowiedziono że, WOH G64 jest większy od VY Canis Majoris, która początkowo była uważana za większą od niej.
Gwiazda ta teraz jest czwartą pod względem wielkości gwiazdą po RW Cephei, NML Cygni i UY Scuti.